# Coppa Intercontinentale 1979 (calcio)
La Coppa Intercontinentale 1979 è stata la diciottesima edizione del trofeo riservato alle squadre vincitrici della Coppa dei Campioni e della Coppa Libertadores, dopo la mancata disputa dell'edizione 1978 a causa di un mancato accordo sulle date.

## Avvenimenti
L'ultima edizione del trofeo ad adottare il formato di gara andata-ritorno vide contendersi il titolo la squadra paraguayana dell'Olimpia Asunción e gli svedesi del Malmö FF: quest'ultima squadra partecipò alla competizione in sostituzione dei campioni d'Europa del Nottingham Forest, che declinarono l'invito, motivandolo con un eccesso di impegni agonistici.
La partecipazione della compagine svedese, già eliminata dalla Coppa UEFA 1979-1980, tolse interesse all'evento che fu pressoché snobbato dalla stampa internazionale. Il trofeo fu vinto dai paraguaiani dell'Olimpia Asunción, che ebbero la meglio in entrambi i poco spettacolari confronti vincendo 1-0 in Svezia (davanti ad uno stadio semi deserto) e 2-1 in casa, nella gara di ritorno giocata ben tre mesi dopo – quando entrambi i club, provenienti da Paesi che disputano stagioni basate sull'anno solare, avevano cambiato anche parte delle proprie rose.
Nel 2017, la FIFA ha equiparato i titoli della Coppa del mondo per club e della Coppa Intercontinentale, riconoscendo a posteriori anche i vincitori dell'Intercontinentale come detentori del titolo ufficiale di "campione del mondo FIFA", inizialmente attribuito soltanto ai vincitori della Coppa del mondo per club.

## Tabellini

### Andata
| Arbitro: | Patrick Partridge |

|  |           |           |
|  | Marcatori | 41’ Isasi |

| Malmö FF | Olimpia |

|              |  |                    |  |
|              |  |                    |  |
| P            |  | Jan Möller         |  |
| D            |  | Roland Andersson   |  |
| D            |  | Ingemar Erlandsson |  |
| D            |  | Kent Jönsson       |  |
| D            |  | Mats Arvidsson     |  |
| C            |  | Claes Malmberg     |  |
| C            |  | Anders Ljungberg   |  |
| C            |  | Robert Prytz       |  |
| C            |  | Tommy Hansson      |  |
| A            |  | Thomas Sjöberg     |  |
| A            |  | Jan-Olov Kinnvall  |  |
| Allenatore:  |  |                    |  |
| Bob Houghton |  |                    |  |

|              |  |                     |  |
|              |  |                     |  |
| P            |  | Ever Almeida        |  |
| D            |  | Alicio Solalinde    |  |
| D            |  | Roberto Paredes     |  |
| D            |  | Miguel Ángel Piazza |  |
| D            |  | Flaminio Sosa       |  |
| C            |  | Carlos Kiese        |  |
| C            |  | Rogelio Delgado     |  |
| C            |  | Luis Torres         |  |
| C            |  | Eduardo Ortiz       |  |
| A            |  | Mauro Céspedes      |  |
| A            |  | Evaristo Isasi      |  |
| Allenatore:  |  |                     |  |
| Luis Cubilla |  |                     |  |

### Ritorno
| Arbitro: | Juan Daniel Cardellino |

|                                |           |                |
| Solalinde 39’ Michelagnoli 71’ | Marcatori | 46’ Erlandsson |

| Olimpia | Malmö FF |

|                 |  |                       |  |          |
|                 |  |                       |  |          |
| P               |  | Ever Almeida          |  |          |
| D               |  | Alicio Solalinde      |  |          |
| D               |  | Roberto Paredes       |  |          |
| D               |  | Daniel Di Bartolomeo  |  |          |
| D               |  | Flaminio Sosa         |  |          |
| C               |  | Carlos Kiese          |  |          |
| C               |  | Carlos Yaluk          |  |          |
| C               |  | Luis Torres           |  |          |
| A               |  | Osvaldo Aquino        |  |          |
| A               |  | Hugo Ricardo Talavera |  | Uscita   |
| A               |  | Evaristo Isasi        |  |          |
| A disposizione: |  |                       |  |          |
| A               |  | Miguel Michelagnoli   |  | Ingresso |
| Allenatore:     |  |                       |  |          |
| Luis Cubilla    |  |                       |  |          |

|                 |  |                    |        |          |
|                 |  |                    |        |          |
| P               |  | Jan Möller         |        |          |
| D               |  | Roland Andersson   |        |          |
| D               |  | Tim Parkin         |        |          |
| D               |  | Kent Jönsson       |        |          |
| D               |  | Mats Arvidsson     |        |          |
| C               |  | Magnus Andersson   |        |          |
| C               |  | Ingemar Erlandsson |        |          |
| C               |  | Robert Prytz       |        |          |
| C               |  | Anders Ohlsson     | Uscita |          |
| A               |  | Thomas Sjöberg     |        | Uscita   |
| A               |  | Tommy Andersson    |        |          |
| A disposizione: |  |                    |        |          |
| C               |  | Claes Malmberg     |        | Ingresso |
| C               |  | Tommy Hansson      |        | Ingresso |
| A               |  | Tore Cervin        |        |          |
| A               |  | Sanny Åslund       |        |          |
| P               |  | John Hansen        |        |          |
| Allenatore:     |  |                    |        |          |
| Bob Houghton    |  |                    |        |          |